# Dänische Badmintonmeisterschaft 1936
Die Dänische Badmintonmeisterschaft 1936 fand in Kopenhagen statt. Es war die sechste Austragung der nationalen Titelkämpfe im Badminton in Dänemark.

## Titelträger
| Disziplin    | Sieger                                                 |
| ------------ | ------------------------------------------------------ |
| Herreneinzel | Poul Vagn Nielsen, Gentofte BK                         |
| Dameneinzel  | Ruth Frederiksen, Skovshoved IF                        |
| Herrendoppel | Eric Kirchoff Poul Vagn Nielsen, Gentofte BK           |
| Damendoppel  | Bodil Strømann, Skovshoved IF Tonny Olsen, Gentofte BK |
| Mixed        | Poul Vagn Nielsen Tonny Olsen, Gentofte BK             |